# Zebralution
Die Firma Zebralution, 2004 als erster Digital-Vertrieb für Indie-Labels gegründet, ist ein weltweit operierender Digital-Vertrieb für Independent-Labels, Hörbuch-Verlage und Podcasts. Seit Dezember 2019 besitzt die deutsche Verwertungsgesellschaft GEMA die Mehrheitsbeteiligung.

## Geschichte
Im Januar 2004 von Kurt Thielen (u. a. 20 Jahre lang bei Rough Trade Deutschland, bzw. Zomba) und Sascha Lazimbat (Anwalt, Autor, ehemals Head of Music bei Vodafone) als erster Digital-Vertrieb für Indie-Labels gegründet, operiert das Unternehmen von seinem Firmensitz in Berlin und Büros in Köln, Bochum, London, Paris, Barcelona, Amsterdam und Los Angeles aus. Gründungsort und Firmensitz war von 2004 bis 2017 Duisburg, wo der 1958 in Duisburg geborene Thielen als bekennender Fan und zeitweiliges Aufsichtsratsmitglied des MSV Duisburg seinem Lieblingsfußballverein mit dem Firmennamen Zebralution ein Denkmal setzte. 2017 wurde der Firmensitz nach Berlin verlegt, wo sich seit 2005 bereits der größte Bürostandort befand.
Zebralution ist als Schnittstelle zwischen Rechteinhabern/Labels und den Betreibern digitaler Musikangebote (Download, Streaming) wie beispielsweise Spotify, iTunes, Amazon, Napster, Beatport, YouTube und Deezer tätig.
Zebralution ist einer der führenden Vertriebe für digitale Medieninhalte – von Musik & Videos über Hörbücher & Hörspiele und E-Books bis hin zu mobilen Entertainment-Produkten.
Zu den Partnern von Zebralution zählen sowohl Musik-Labels und -Verlage, Produzenten und Künstler als auch Buchverlage und andere Entertainment-Firmen aus aller Welt. Zebralution ist Mitglied des Bundesverband Musikindustrie (BVMI), Verband unabhängiger Musikunternehmen e.V. (VUT), der Association of Independent Music (AIM), American Association of Independent Music (A2IM), IMPALA (Independent Music Companies Association), des Börsenverein des Deutschen Buchhandels und der Audio Publishers Association (APA).
Lizenzgeber können Musikstücke über Zebralution weltweit in digitale Vertriebskanäle einstellen oder für Streamingdienste lizenzieren lassen. Zebralution selbst verdient auf Grundlage einer prozentualen Vertriebsprovision an der Vermittlungsleistung. Zum Leistungsumfang gehören die technische Aufbereitung der digitalen Inhalte, die Auslieferung an den Handel, Handelsmarketing sowie die Abrechnung von Verkaufserlösen an die Lizenzgeber. Als Dashboard-Technik nutzt Zebralution das vom Entwicklungspartner d23 maßgeschneiderte MMP Labels-Tool, das Programm zur Datenanalyse ist eine modifizierte Version des Systems des englischen Unternehmens Entertainment Intelligence.
2007 erwarb Warner Music einen Mehrheitsanteil an der Zebralution GmbH. Das Unternehmen fungierte als selbständig operierende Tochtergesellschaft weiterhin unter der Leitung der Gründer. 2010 hat Zebralution Auswertungsmodelle für Hörbücher und Hörspiele entwickelt und das Audiobook-Geschäft zu einem gleichberechtigten Segment ausgebaut. Dazu zählt die Etablierung eigener Endkunden-Plattformen, Marken und Anwendersoftware wie etwa der App Spooks, mit der sich die Accounts mehrerer Hörbuchverlage in einem Tool verbinden lassen.
Mit Wirkung zum 1. April 2017 verkaufte Warner Music Central Europe die Firma an ein Konsortium unabhängiger Musikindustrie-Manager, bestehend aus City-Slang-Chef Christof Ellinghaus, Embassy of Music-Inhaber Konrad von Löhneysen sowie den Gründern von Zebralution, Kurt Thielen und Sascha Lazimbat.
Das Unternehmen vermarktete 2019 über 1 000 Label und Hörbuchverlage weltweit. Am 4. Dezember 2019 gab die GEMA bekannt, eine Mehrheitsbeteiligung in Höhe von 75,1 Prozent an Zebralution erworben zu haben. Als Verwertungsgesellschaft für Musik vertritt die GEMA die Urheberrechte von rund 74 000 Mitgliedern (Komponisten, Textdichtern, Musikverlagen) sowie von über zwei Millionen Rechteinhabern weltweit. Zebralution agiert als eigenständiges Unternehmen weiterhin in Berlin unter dem Dach der GEMA. Die Eigentümer von Zebralution sind weiterhin Gesellschafter. Thielen und Lazimbat blieben Geschäftsführer. Zebralution und GEMA geben an, gemeinsam neue Geschäftsfelder entwickeln zu wollen, darunter neue Angebote, die sich – Business2Artist – direkt an ausübende Künstler richten, die ohne Label oder Plattenfirma ihre Musik über digitale Musikanbieter an die Hörer bringen wollten. Dies sei besonders interessant für die Singer/Songwriter unter den GEMA-Mitgliedern, die künftig ihre Urheberrechte gemeinsam mit anderen relevante Rechten unter dem Dach der GEMA wahrnehmen lassen könnten.

## Musik-Labels und Künstler (Auswahl)
Embassy of Music (Robyn, Björk, Kay One, Leslie Clio, KEØMA), City Slang (Roosevelt, Noga Erez, Caribou, Calexico, Bayonne), Zooland Records (Italobrothers), Roof Music/tacheles! (Helge Schneider, Jan Böhmermann), Get Physical Music (M.A.N.D.Y., WhoMadeWho, DJ Pierre), SUOL (Fritz Kalkbrenner), Stil vor Talent (Oliver Koletzki), Pampa Records (DJ Koze), Little Idiot (Moby), Pavement Records (Paveier, Kasalla, Cat Ballou), ferryhouse, Ignition Records, Alte Bekannte, unterm durchschnitt, Audiolith

## Hörbuch-Verlage und Autoren (Auswahl)
Bastei Lübbe (Dan Brown, Ken Follett, Kerstin Gier, John Sinclair, Jerry Cotton), Argon (Jojo Moyes, Tommi Jaud, Maxim Biller), Der Audio Verlag (Jussi Adler Olsen, Rita Falk, Otfried Preußler, Virginie Despentes), Random House Audio (Frank Schätzing, Charlotte Link, J.R.R. Tolkien), Canongate (George Orwell, Graham Greene, P.G. Wodehouse), Highscore (Sherlock-Holmes-Titel)
Die IG Hörbuchverlage des Börsenvereins hat Kurt Thielen zum Hörbuchmenschen des Jahres 2018 gekürt.

## Podcasts (Auswahl)
Neben Podcasts von Einzelproduzenten wie Heiliger Bimbam (von Rebecca Randak), Ole Ole Namaste (Nadine Bader), 1000 Tage Techno (Jürgen Laarmann) oder Der Finanzrocker (Daniel Korth) Podcasts von Unternehmen wie Argon, Random House, Bitkom, Antenne Bayern, Jam FM, Axel Springer, Steinway & Sons

## Weblink
- Offizielle Website auf zebralution.com